# Sommecaise
Sommecaise est une commune française située dans le département de l'Yonne en région Bourgogne-Franche-Comté à 150 km au sud-est de Paris.

## Géographie
Sommecaise est à 40 km à l'ouest d'Auxerre et à 16 km au nord de Toucy.
Le village est situé dans la partie haute d'un ravin du coteau ouest du Vrin, face au château de Bontin qui se trouve sur l'autre coteau du Vrin sur la commune des Ormes.
La commune est notable pour son massif boisé d'environ 500 ha (1/3 de la commune) occupant sans discontinuité tout le sud de la commune. Ce massif est composé principalement du grand bois de Bontin agrandi des bois du Grêlon, bois de la Bouchure et bois du Clocher. Toute cette surface de bois est entièrement dépourvue d'habitations ou autres bâtiments. S'ajoute à ce massif le bois des Charbonniers contigu au nord-ouest où se trouve l'étang des Bergeries, puis une série de bois remontant le côté ouest de la commune jusqu'à l'étang de la Culotte. Le flanc du coteau ouest du Vrin est également parsemé de pièces de bois plus ou moins grandes.

### Hydrographie

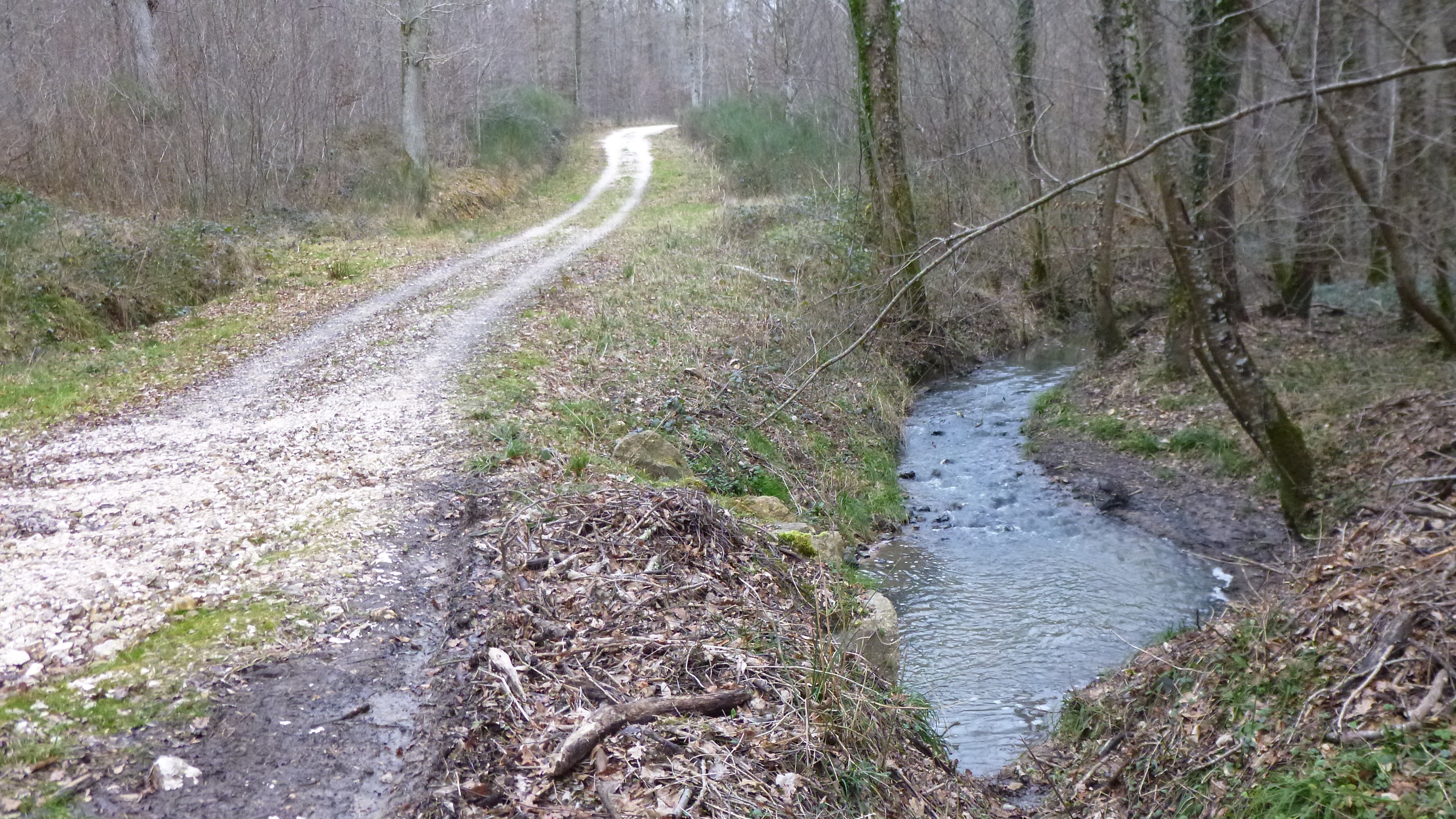
Le ru des Pierres
sortant de la commune

Le Vrin, affluent de l'Yonne, coule sur la commune du sud au nord en limite de communes, d'abord avec Saint-Aubin puis avec les Ormes. Le Vrin étant souvent divisé en deux bras, c'est à chaque division le bras droit, qui sur la commune se trouve être le moins important à chaque fois, qui sert de limite de communes.
Près de la Fontaine de l'Homme Mort vers le hameau la Rue des Merles, le Vrin reçoit en rive droite son affluent le ru de Charmant venant des Ormes (la confluence est en limite de commune).
L'un des bras du ru des Pierres prend source à l'étang de la Culotte dans le nord-ouest de la commune, étang d'une surface d'un peu plus de 3 hectares. Il alimente 200 m plus loin un autre étang d'environ 80 ares avant de passer sur le territoire de Perreux.
Quatre étangs de plus de 0,5 hectare se trouvent sur la commune : l'étang du Clocher (2 ha), l'étang des Bergeries (environ 1,9 ha), un étang de 1,3 ha à 100 m de l'étang des Bergeries, et un étang de 62 ares contigu aux limites de communes avec Villiers-Saint-Benoît et Grandchamp. En sus, on trouve l'étang d'environ 33 ares vers les Champs des Légers, et l'étang de 42 ares de la Diablerie.

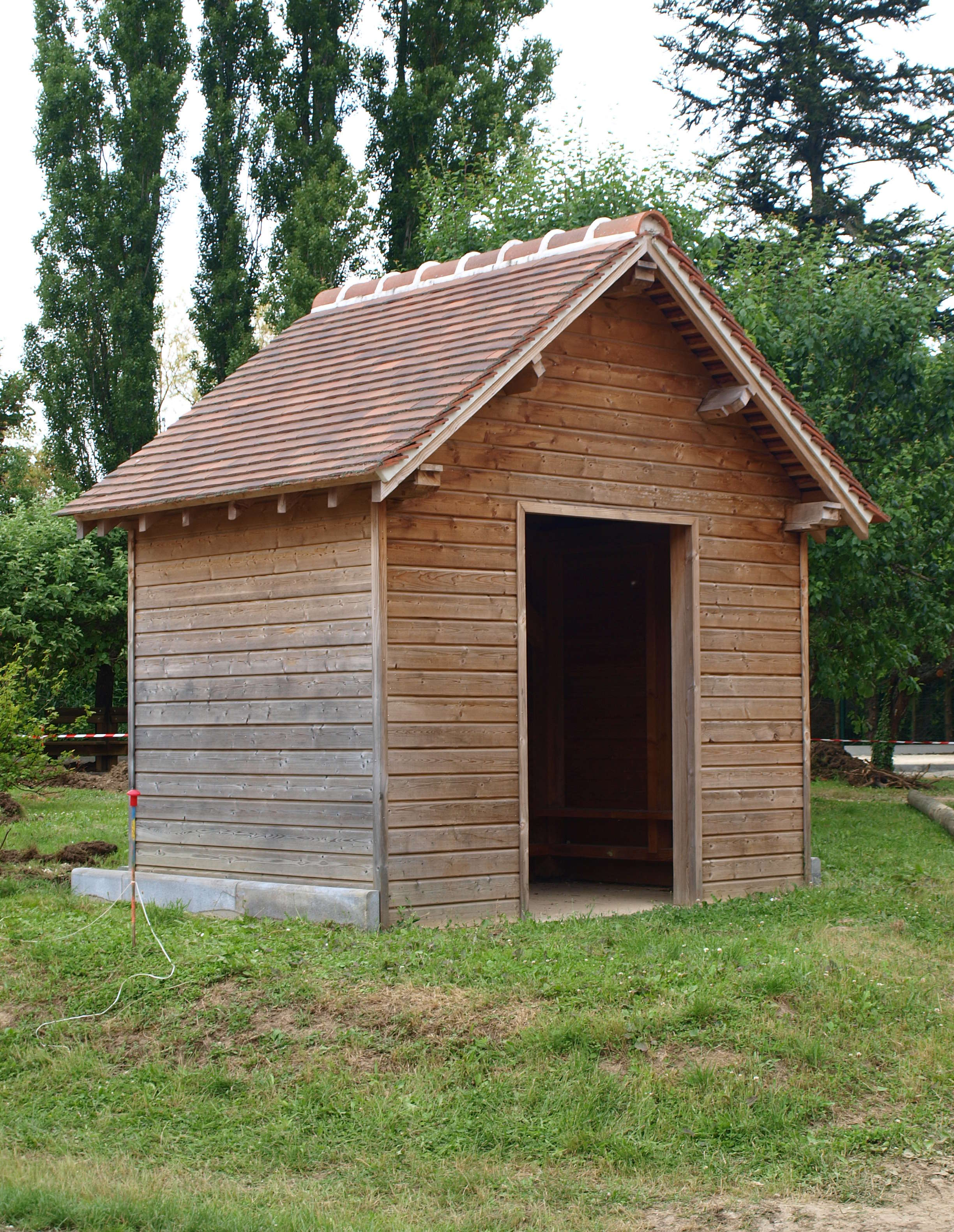
L'abribus

### Voies de communication
La D 3 de Toucy à La Ferté-Loupière et Sépeaux traverse la commune dans le sens Nord-Sud, longeant le Vrin.
La D 14 traverse également la commune, approximativement dans le sens S-O/N-O. Vers le nord-ouest elle rejoint Aillant-sur-Tholon et au-delà les confluences de Yonne avec le Serein (Bonnard, Bassou) et avec l'Armançon (Migennes, Laroche-Saint-Cydroine). Vers le sud-est elle se dirige dans la direction générale de Gien et de la Loire en passant par Grandchamp, Champignelles, Champcevrais puis Rogny ou Bléneau.
L'ouest est desservi par la D 57 vers Perreux et Saint-Martin-sur-Ouanne.

### Communes limitrophes
Autres communes proches :
- Sépeaux-Saint-Romain ~ 10 km
- Dracy ~ 11 km
- Villiers-sur-Tholon ~ 13 km
- Merry-la-Vallée ~ 13 km
- Chassy ~ 13 km

### Lieux-dits et écarts
Les lieux-dits suivis d'une astérisque sont situés à l'écart de la route indiquée.
B
- Les Bergeries,           Rte de Villiers-Saint-Benoît
- Les Petits Bons,         Rte de Grandchamp (D 14)
- La Brimballerie,         Rte de Grandchamp (D 14)
- La Brionnerie*,          Rte de Perreux (D 57)

C
- Les Chailloux,           Rte de Perreux (D 57)
- Chanteraine,             Rte de Chanteraine
- Les Coiffards*,          Rte de Perreux (D 57)
- Les Combeaux*,           Rte de Chanteraine
- Courtgain*,              Rte de Grandchamp (D 14)

F
- Les Fourchons*,          Rte de Villiers-Saint-Benoît

I
- Les Bouviers,            Rte de Villiers-Saint-Benoît

M
- Les Malchaires*,         Rte de Villiers-Saint-Benoît
- La Mouillère*,           Rte de Grandchamp (D 14)

N
- Le Moulin de Fourneau*,  Rte de Toucy (D 3)

O
- Le Moulin de Chasserat*, Rte des Ormes (D 57)

P
- Le Plessis*,             Rte de Grandchamp (D 14)
- Poitou*,                 Rte de Grandchamp (D 14)

R
- Les Rousserons*,         Rte de Chanteraine
- La Rue des Merles*,      Rte de Toucy (D 3)
- La Rue Neuve*,           Rte de Chanteraine

T
- La Tuilerie*,            Rte de Perreux (D 57)

Le hameau Les Coiffards est partiellement situé sur la commune de Perreux. l'un des trois bâtiments du moulin de Chasserat est sur la commune des Ormes.

### Climat
Pour des articles plus généraux, voir Climat de la Bourgogne-Franche-Comté et Climat de l'Yonne.
En 2010, le climat de la commune est de type climat océanique dégradé des plaines du Centre et du Nord, selon une étude du Centre national de la recherche scientifique s'appuyant sur une série de données couvrant la période 1971-2000. En 2020, Météo-France publie une typologie des climats de la France métropolitaine dans laquelle la commune est exposée à un climat océanique altéré et est dans la région climatique  Centre et contreforts nord du Massif Central, caractérisée par un air sec en été et un bon ensoleillement. 
Pour la période 1971-2000, la température annuelle moyenne est de 10,7 °C, avec une amplitude thermique annuelle de 15,8 °C. Le cumul annuel moyen de précipitations est de 748 mm, avec 11,9 jours de précipitations en janvier et 7,5 jours en juillet. Pour la période 1991-2020, la température moyenne annuelle observée sur la station météorologique de Météo-France la plus proche, « Aillant », sur la commune de Montholon à 9 km à vol d'oiseau, est de 11,5 °C et le cumul annuel moyen de précipitations est de 727,4 mm. 
La température maximale relevée sur cette station est de 42,7 °C, atteinte le 24 juillet 2019 ; la température minimale est de −23,5 °C, atteinte le 25 février 1986,,. 
Les paramètres climatiques de la commune ont été estimés pour le milieu du siècle (2041-2070) selon différents scénarios d'émission de gaz à effet de serre à partir des nouvelles projections climatiques de référence DRIAS-2020. Ils sont consultables sur un site dédié publié par Météo-France en novembre 2022.

## Urbanisme

### Typologie
Au 1er janvier 2024, Sommecaise est catégorisée commune rurale à habitat très dispersé, selon la nouvelle grille communale de densité à sept niveaux définie par l'Insee en 2022.
Elle est située hors unité urbaine et hors attraction des villes,.

### Occupation des sols
L'occupation des sols de la commune, telle qu'elle ressort de la base de données européenne d’occupation biophysique des sols Corine Land Cover (CLC), est marquée par l'importance des territoires agricoles (50,1 % en 2018), en augmentation par rapport à 1990 (48,2 %). La répartition détaillée en 2018 est la suivante : 
forêts (49,9 %), terres arables (34 %), prairies (8,3 %), zones agricoles hétérogènes (7,8 %). L'évolution de l’occupation des sols de la commune et de ses infrastructures peut être observée sur les différentes représentations cartographiques du territoire : la carte de Cassini (XVIIIe siècle), la carte d'état-major (1820-1866) et les cartes ou photos aériennes de l'IGN pour la période actuelle (1950 à aujourd'hui).

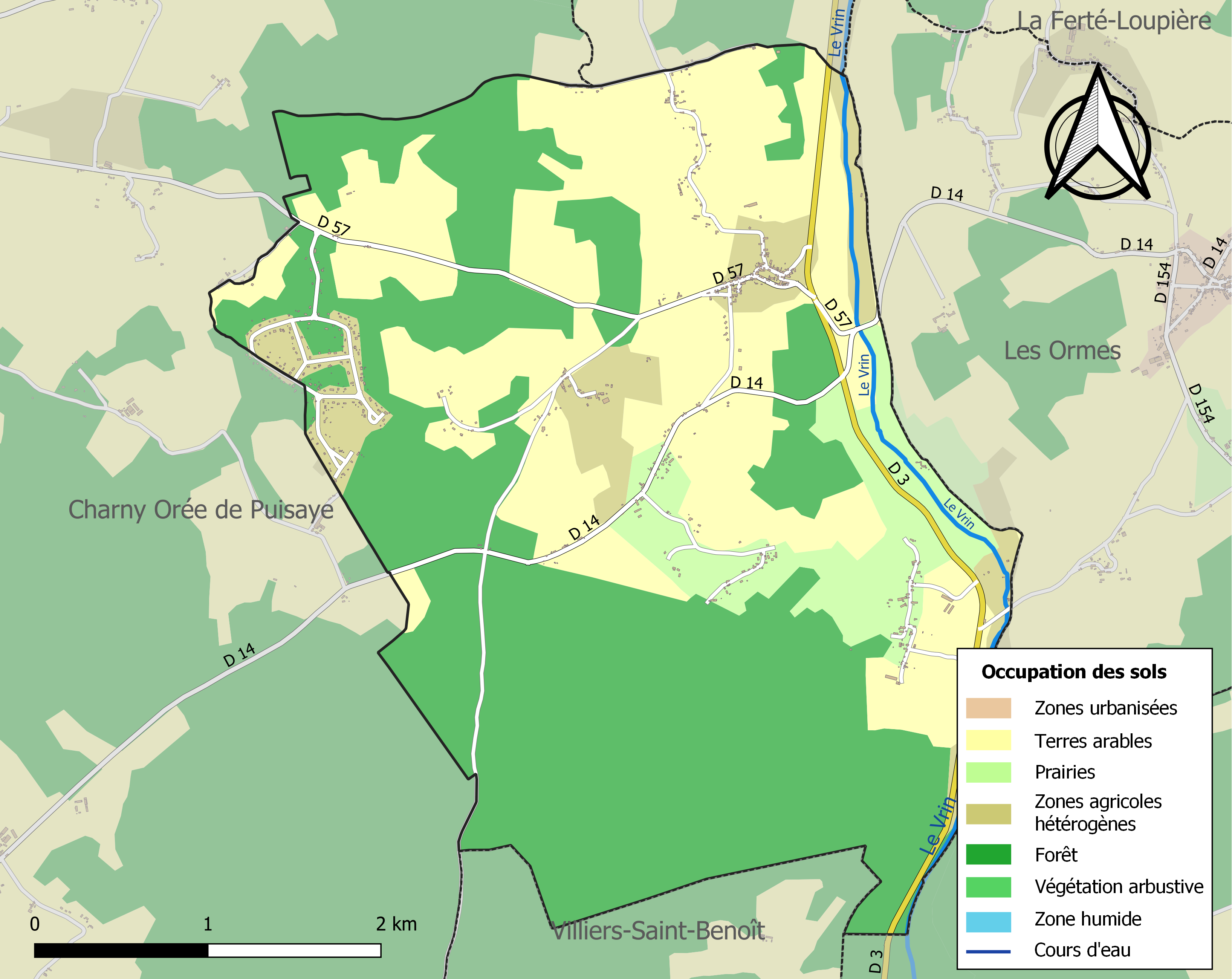
Carte des infrastructures et de l'occupation des sols de la commune en 2018 (CLC).

## Toponymie
Au IXe siècle Sommecaise portait le nom de Senquasia.

## Histoire
Le dolmen de Pierrefitte dans le bois de Bontin atteste d'une présence humaine de longue date.
L'important chemin du sel entre Loire et Yonne passait par Sommecaise.
Le territoire de Sommecaise était divisé en trois fiefs - division relative, puisque les Courtenay de La Ferté-Loupière possédaient le fief de Bontin et étaient suzerains des deux autres fiefs. L'abbaye Saint-Germain d'Auxerre possédait l'un de ces deux autres fiefs.
L'église dédiée à saint Martin a été construite à partir de 1450 et achevée une quarantaine d'années plus tard - un curé est nommé en 1490.

Louis de Courtenay († 1511) a été enterré dans la plus grande des deux chapelles sud de l'église. Lorsque ces deux chapelles ont dû être démolies pour cause de vétusté, sa dalle funéraire a été dressée contre le nouveau mur bouchant l'ouverture de la chapelle supprimée.

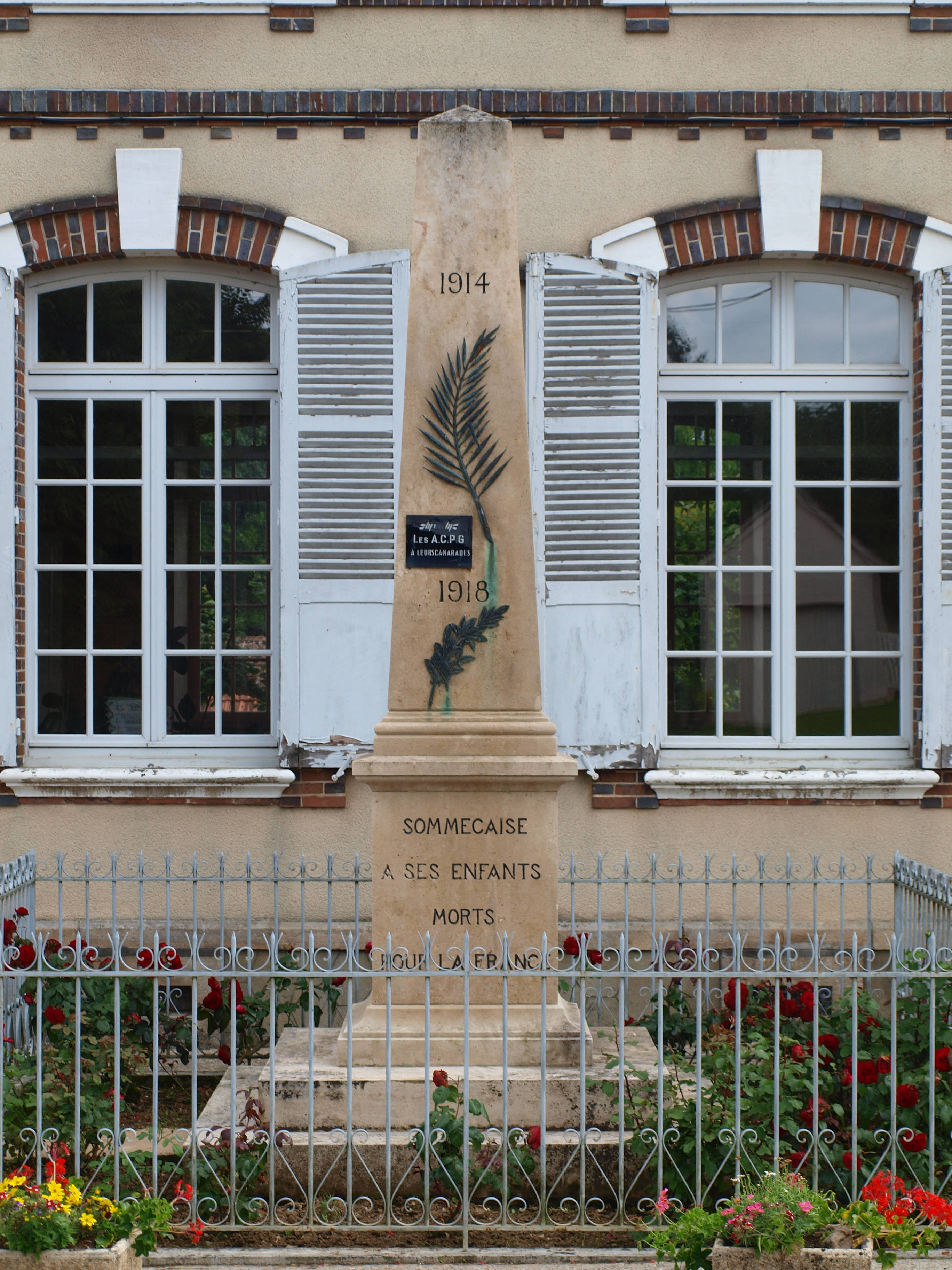
Monument aux morts

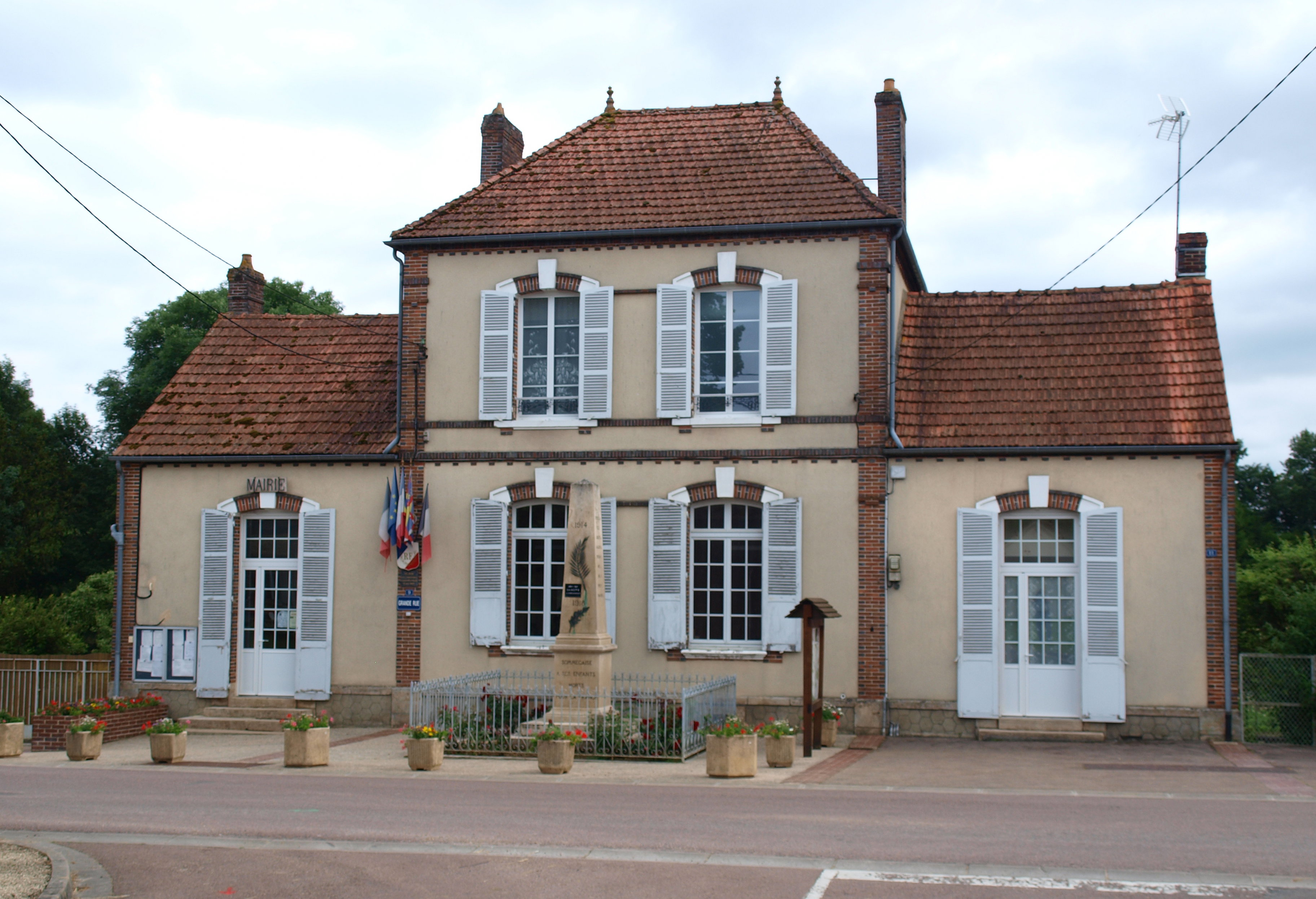
La mairie

## Politique et administration
| Période   | Période   | Identité       | Étiquette | Qualité |
| --------- | --------- | -------------- | --------- | ------- |
|           |           |                |           |         |
|           |           | Gaston Branger |           |         |
| mars 2008 | mars 2014 | René Meyer     |           |         |
| mars 2014 | En cours  | Patrick Dumez  |           |         |

## Démographie

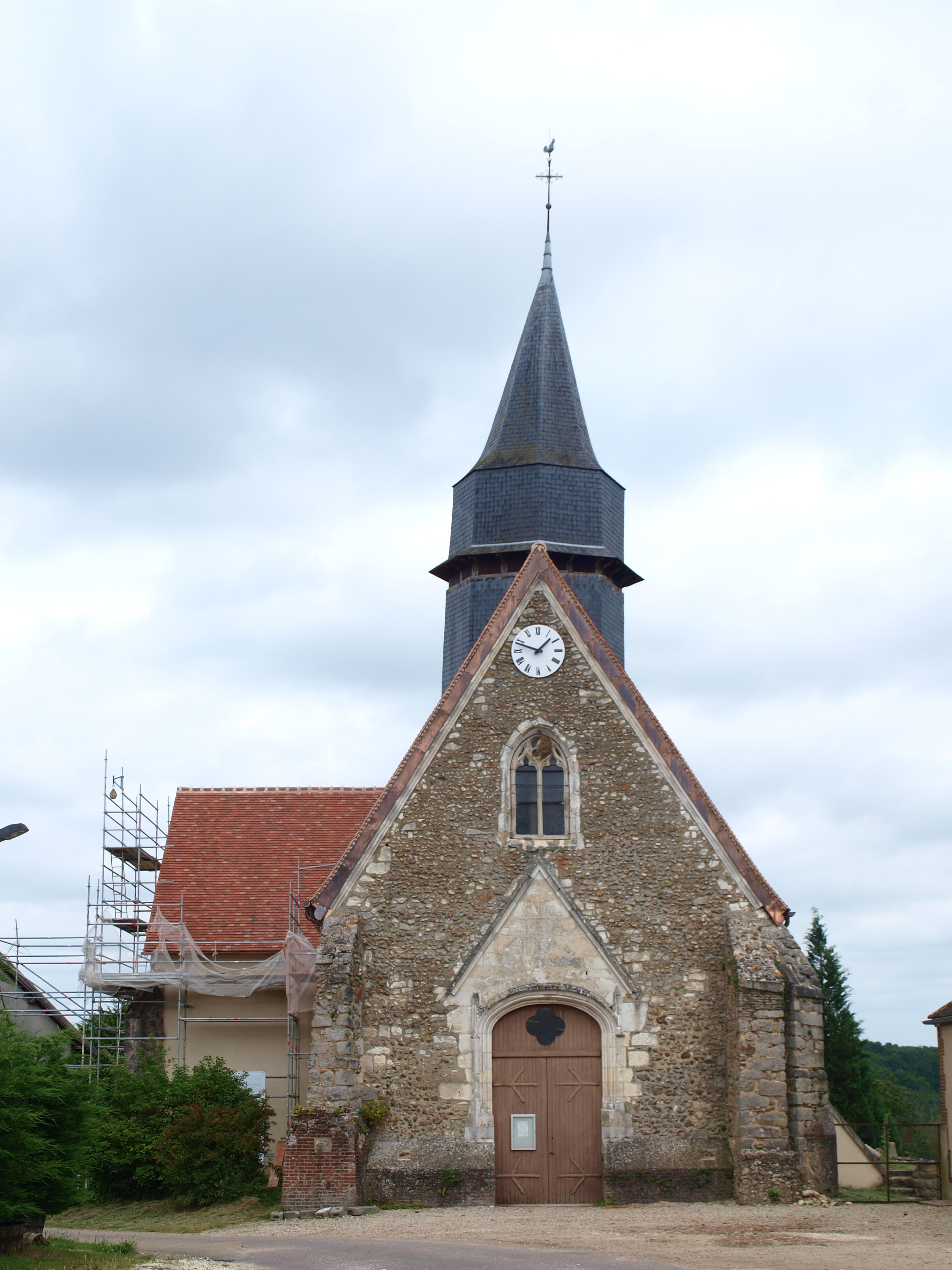
Église Saint-Martin

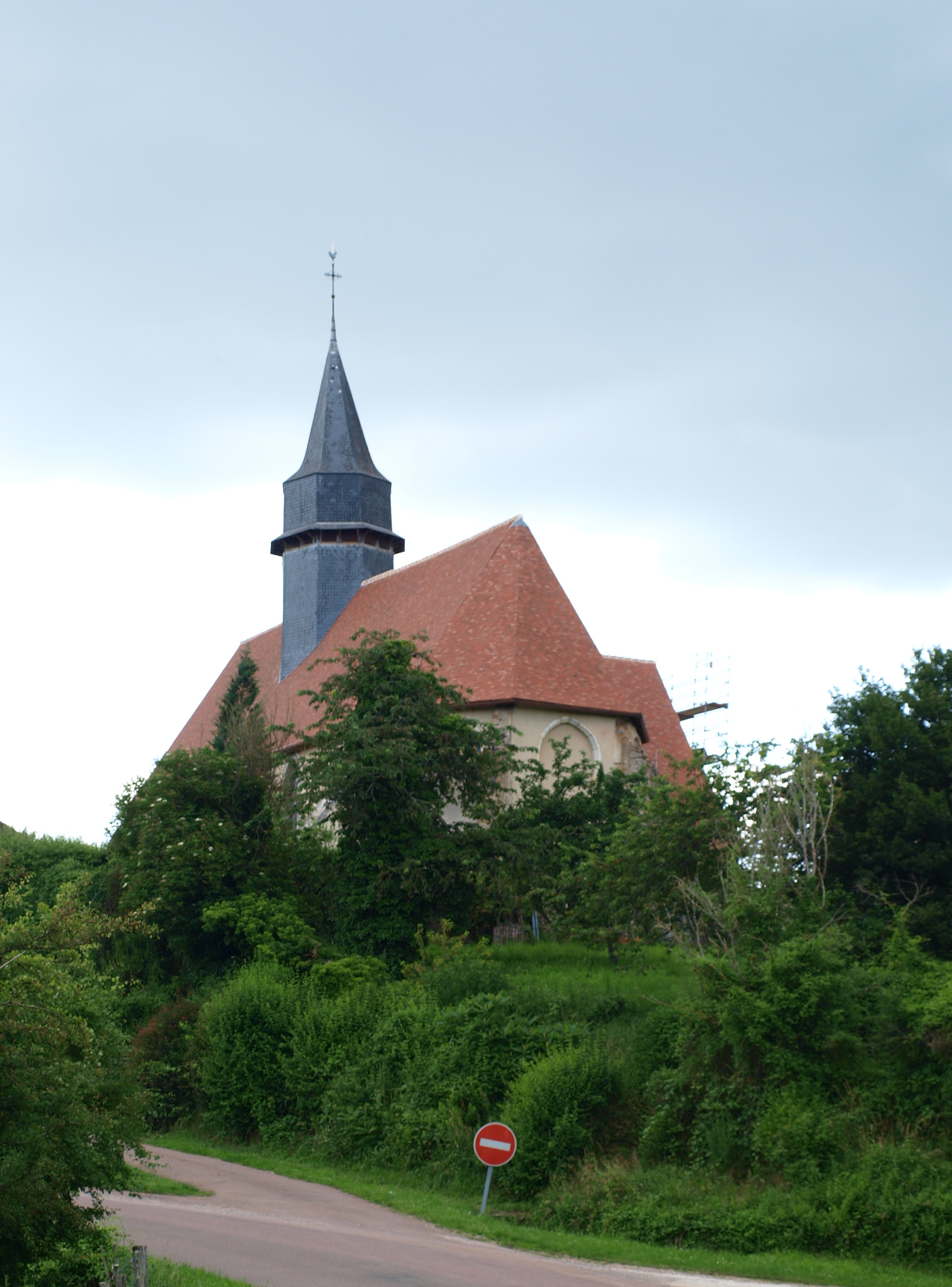
Clocher de l'église

L'évolution du nombre d'habitants est connue à travers les recensements de la population effectués dans la commune depuis 1793. Pour les communes de moins de 10 000 habitants, une enquête de recensement portant sur toute la population est réalisée tous les cinq ans, les populations de référence des années intermédiaires étant quant à elles estimées par interpolation ou extrapolation. Pour la commune, le premier recensement exhaustif entrant dans le cadre du nouveau dispositif a été réalisé en 2006.

En 2022, la commune comptait 387 habitants, en évolution de +4,03 % par rapport à 2016 (Yonne : −1,95 %, France hors Mayotte : +2,11 %).
| 1793 | 1800 | 1806 | 1821 | 1831 | 1836 | 1841 | 1846 | 1851 |
| ---- | ---- | ---- | ---- | ---- | ---- | ---- | ---- | ---- |
| 462  | 458  | 401  | 413  | 454  | 493  | 507  | 510  | 524  |

| 1856 | 1861 | 1866 | 1872 | 1876 | 1881 | 1886 | 1891 | 1896 |
| ---- | ---- | ---- | ---- | ---- | ---- | ---- | ---- | ---- |
| 529  | 597  | 616  | 600  | 614  | 570  | 562  | 522  | 477  |

| 1901 | 1906 | 1911 | 1921 | 1926 | 1931 | 1936 | 1946 | 1954 |
| ---- | ---- | ---- | ---- | ---- | ---- | ---- | ---- | ---- |
| 470  | 440  | 450  | 395  | 393  | 313  | 291  | 302  | 277  |

| 1962 | 1968 | 1975 | 1982 | 1990 | 1999 | 2006 | 2011 | 2016 |
| ---- | ---- | ---- | ---- | ---- | ---- | ---- | ---- | ---- |
| 241  | 206  | 206  | 220  | 212  | 279  | 319  | 353  | 372  |

| 2021 | 2022 | - | - | - | - | - | - | - |
| ---- | ---- | - | - | - | - | - | - | - |
| 379  | 387  | - | - | - | - | - | - | - |

## Lieux et monuments
Le dolmen de Pierrefitte.
Église Saint-Martin, du XVe siècle.

## Environnement
La commune inclut deux zones naturelles d'intérêt écologique, faunistique et floristique (ZNIEFF).
La ZNIEFF des étangs, prairies et forêts du Gâtinais sud oriental totalise 15 600 ha répartis en de nombreux sites sur 27 communes et vise particulièrement les habitats d'eaux douces stagnantes ; les autres habitats inclus dans cette ZNIEFF sont des eaux courantes, des prairies humides et mégaphorbiaies, et des bois.
Au niveau local, cette ZNIEFF couvre le réseau hydrographique du Péruseau au début du parcours de ce dernier et dans une zone marquée par l'eau. Sur Sommecaise elle couvre entièrement tout le sud et tout l'ouest de la commune ; ainsi elle inclut l'étang des Bergeries, l'étang du Clocher, l'étang de la Culotte et une branche du ru des Pierres, totalisant presque 1 000 ha parsemés de mares et de nombre de trous humides.
La ZNIEFF du bois de Barre, au sud de la commune, est entièrement incluse dans la première ZNIEFF. Elle vise elle aussi principalement les eaux douces stagnantes, ici dans les bois uniquement. Elle couvre un total de 351 ha répartis sur trois communes, dont approximativement 100 ha sur Sommecaise où elle inclut l'étang des Bergeries et l'étang du Clocher ; 89 ha sur Perreux incluant l'étang de Brion, deux petits étangs voisins, et environ 80 ares de l'étang de 1,8 ha dans le bois des Levrats ; et 162 ha sur Grandchamp dont le bois de Barre. Le tout comprend trois branches du ru des Pierres (voir l'article sur le Péruseau).

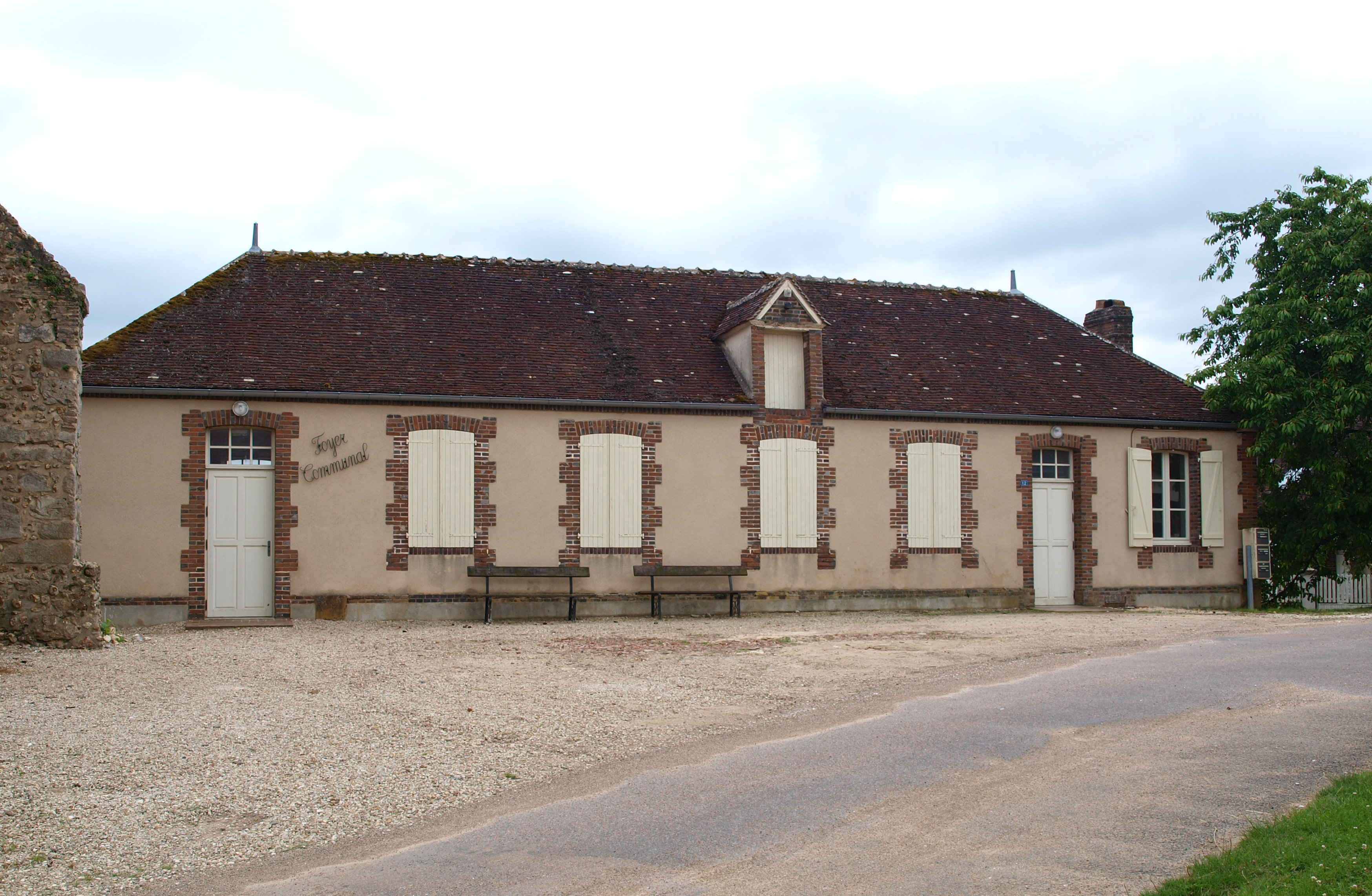
Le foyer communal

## Vie locale
Brocante Vide-grenier et marché du terroir tous les dimanches de Pentecôte.
Resto marché de mi-juillet à mi-août le vendredi soir à partir de 18h00.
Comité des fêtes très actif, nombreuses animations et concerts durant l année.

## Personnalités liées à la commune
- Louis de Courtenay († 1511) a été enterré dans l'église.

## Pour approfondir